# Пенде Врисес
Пенде Врисес (грч. Πέντε Βρύσες) је насељено место у општини Лагадина у периферији Средишња Македонија, Грчка. Према попису из 2021. године било је 302 становника.
Према бугарском географу и историчару, Василу Канчову, у Пенди Врисесу је 1900. године живело 80 Турака. Село се раније звало Хаџи Махала и припадало је групи турских махала које су биле познате под заједничким именом Ђулузлу или Улочли Махале. Године 1924. турско становништво је принудно исељено у Турску а на њихово место су насељене грчке избеглице из Турске. На попису из 1928. године село је имало 134 становника.